# Nucleósido trifosfato
Un trifosfato de nucleósido es una molécula que contiene una base nitrogenada unida a un azúcar de 5 carbonos (ya sea ribosa o desoxirribosa), con tres grupos fosfato unidos al azúcar. Es un ejemplo de nucleótido. Son los precursores moleculares tanto del ADN como del ARN, que son cadenas de nucleótidos elaboradas a través de los procesos de replicación y transcripción del ADN. Los nucleósidos trifosfatos también sirven como fuente de energía para las reacciones celulares y participan en las vías de señalización.
Los trifosfatos de nucleósidos no se pueden absorber bien, por lo que normalmente se sintetizan dentro de la célula. Las vías de síntesis difieren según el nucleósido trifosfato específico que se esté fabricando, pero dadas las muchas funciones importantes de los nucleósidos trifosfatos, la síntesis está estrictamente regulada en todos los casos. Los análogos de nucleósidos también pueden usarse para tratar infecciones virales. Por ejemplo, la azidotimidina (AZT) es un análogo de nucleósido que se usa para prevenir y tratar el VIH/SIDA.

## Nomenclatura
El término nucleósido se refiere a una base nitrogenada unida a un azúcar de 5 carbonos (ya sea ribosa o desoxirribosa). Los nucleótidos son nucleósidos unidos covalentemente a uno o más grupos fosfato. Para proporcionar información sobre el número de fosfatos, los nucleótidos pueden denominarse nucleósidos (mono, di o tri) fosfatos. Por tanto, los nucleósidos trifosfatos son un tipo de nucleótido. 
Los nucleótidos se abrevian comúnmente con 3 letras (4 o 5 en el caso de desoxi o didesoxi-nucleótidos). La primera letra indica la identidad de la base nitrogenada (por ejemplo, A para adenina, G para guanina), la segunda letra indica el número de fosfatos (mono, di, tri) y la tercera letra es P, que significa fosfato. Los nucleósidos trifosfatos que contienen ribosa como azúcar se abrevian convencionalmente como NTP, mientras que los nucleósidos trifosfatos que contienen desoxirribosa como azúcar se abrevian como dNTP. Por ejemplo, dATP significa desoxirribosa adenosina trifosfato. Los NTP son los componentes básicos del ARN y los dNTP son los componentes básicos del ADN.
Los carbonos del azúcar en un trifosfato de nucleósido se enumeran alrededor del anillo de carbono a partir del carbonilo original del azúcar. Convencionalmente, los números de carbono en un azúcar van seguidos del símbolo primo (') para distinguirlos de los carbonos de la base nitrogenada. La base nitrogenada está ligada al carbono 1' a través de un enlace glicosídico, y los grupos fosfato están unidos covalentemente al carbono 5'. El primer grupo fosfato unido al azúcar se denomina α-fosfato, el segundo es el β-fosfato y el tercero es el γ-fosfato.

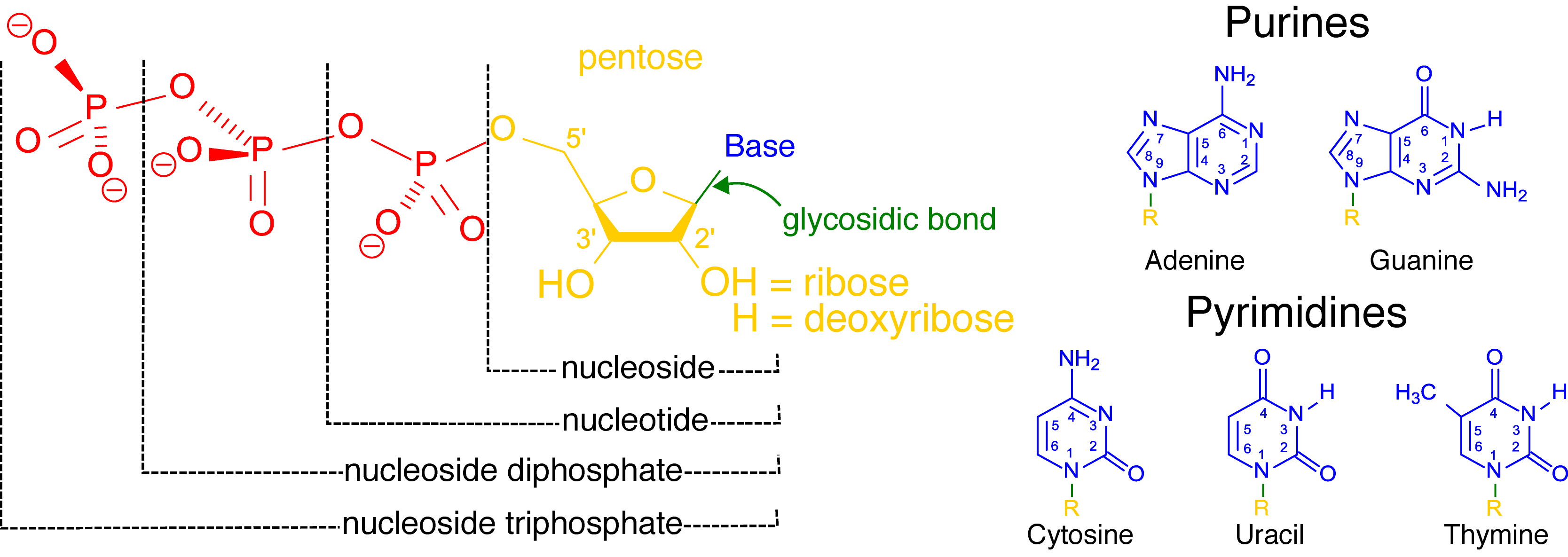
Esquema que muestra la estructura de los nucleósidos trifosfatos. Los nucleósidos consisten en un azúcar de 5 carbonos (pentosa) conectado a una base nitrogenada a través de un enlace glicosídico 1'. Los nucleótidos son nucleósidos con un número variable de grupos fosfato conectados al carbono 5'. Los trifosfatos de nucleósidos son un tipo específico de nucleótido. Esta figura también muestra las cinco bases nitrogenadas comunes que se encuentran en el ADN y el ARN a la derecha.

## Síntesis de ADN y ARN

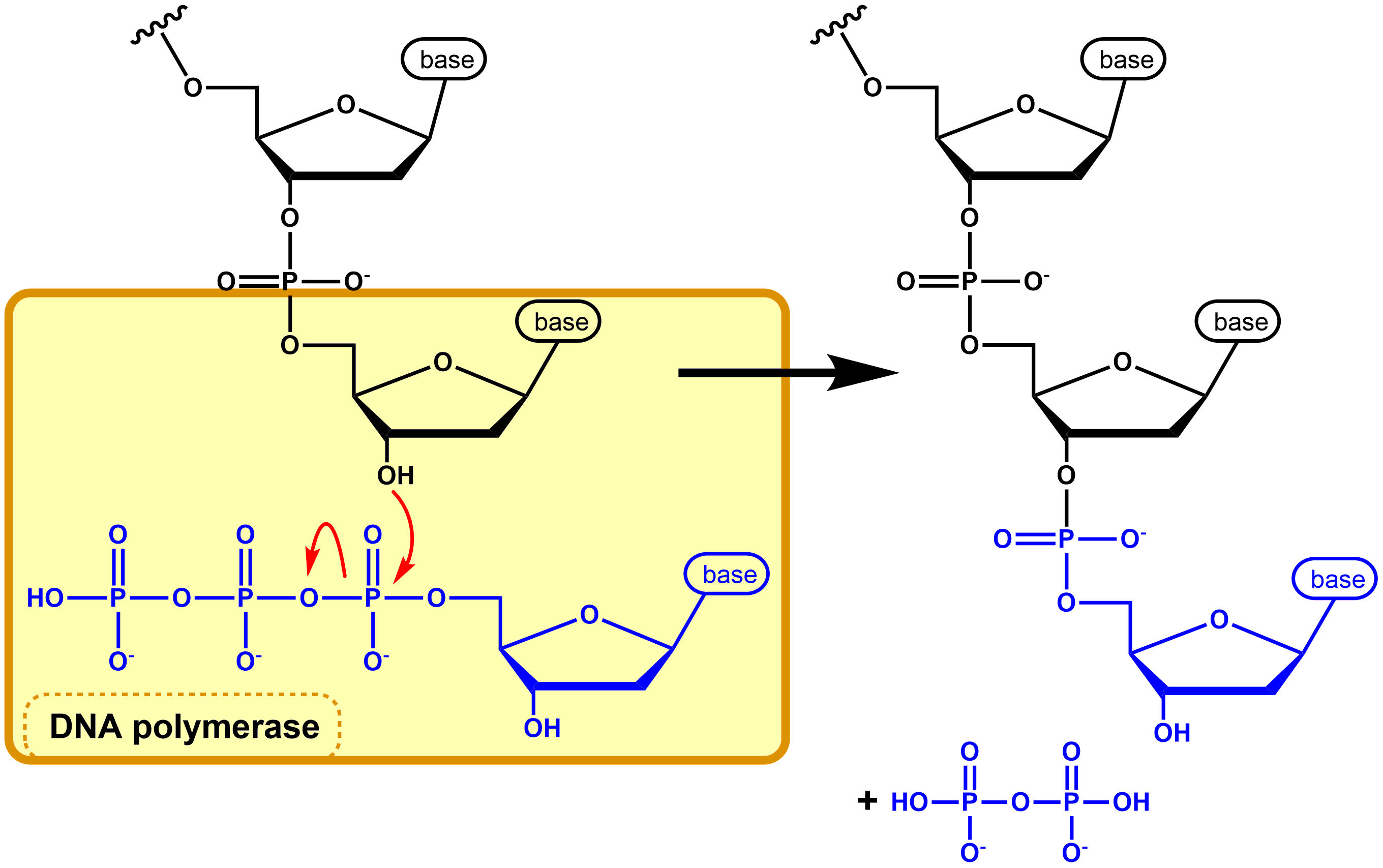
En la síntesis de ácidos nucleicos, el 3 'OH de una cadena de nucleótidos en crecimiento ataca el α-fosfato en el siguiente NTP que se incorporará (azul), lo que da como resultado un enlace fosfodiéster y la liberación de pirofosfato (PPi). Esta figura muestra la síntesis de ADN, pero la síntesis de ARN ocurre a través del mismo mecanismo.

Los procesos celulares de replicación y transcripción del ADN involucran la síntesis de ADN y ARN, respectivamente. La síntesis de ADN usa dNTP como sustratos, mientras que la síntesis de ARN usa NTP como sustratos. Los NTP no se pueden convertir directamente en dNTP. El ADN contiene cuatro bases nitrogenadas diferentes: adenina, guanina, citosina y timina. El ARN también contiene adenina, guanina y citosina, pero reemplaza timina con uracilo. Por tanto, la síntesis de ADN requiere dATP, dGTP, dCTP y dTTP como sustratos, mientras que la síntesis de ARN requiere ATP, GTP, CTP y UTP.
La síntesis de ácidos nucleicos es catalizada por ADN polimerasa o ARN polimerasa para la síntesis de ADN y ARN respectivamente. Estas enzimas unen covalentemente el grupo -OH libre en el carbono 3 'de una cadena de nucleótidos en crecimiento al α-fosfato en el carbono 5' del siguiente (d) NTP, liberando los grupos β- y γ-fosfato como pirofosfato (PPi). Esto da como resultado un enlace fosfodiéster entre los dos (d) NTP. La liberación de PPi proporciona la energía necesaria para que se produzca la reacción.  Es importante señalar que la síntesis de ácidos nucleicos se produce exclusivamente en la dirección 5 'a 3'.

## Metabolismo del nucleósido trifosfato
Dada su importancia en la célula, la síntesis y degradación de nucleósidos trifosfatos está bajo estricto control. Esta sección se centra en el metabolismo de los nucleósidos trifosfato en humanos, pero el proceso se conserva bastante entre las especies. Los trifosfatos de nucleósidos no se pueden absorber bien, por lo que todos los trifosfatos de nucleósidos generalmente se fabrican de novo. La síntesis de ATP y GTP (purinas) difiere de la síntesis de CTP, TTP y UTP (pirimidinas). Tanto la síntesis de purina como la de pirimidina utilizan pirofosfato de fosforribosilo (PRPP) como molécula de partida.
La conversión de NTP en dNTP solo se puede realizar en forma de difosfato. Por lo general, un NTP tiene un fosfato eliminado para convertirse en un NDP, luego se convierte en un dNDP por una enzima llamada ribonucleótido reductasa, luego se agrega un fosfato para dar un dNTP.

### Síntesis de purinas
Una base nitrogenada llamada hipoxantina se ensambla directamente sobre PRPP. Esto da como resultado un nucleótido llamado monofosfato de inosina (IMP). A continuación, IMP se convierte en un precursor de AMP o GMP. Una vez que se forman AMP o GMP, el ATP puede fosforilarlos a sus formas difosfato y trifosfato.
La síntesis de purina está regulada por la inhibición alostérica de la formación de IMP por los nucleótidos de adenina o guanina. AMP y GMP también inhiben competitivamente la formación de sus precursores a partir de IMP.

### Síntesis de pirimidina
Una base nitrogenada llamada orotato se sintetiza independientemente del PRPP. Una vez hecho el orotato, se une covalentemente al PRPP. Esto da como resultado un nucleótido llamado monofosfato de orotato (OMP). El OMP se convierte en UMP, que luego puede ser fosforilado por ATP a UDP y UTP. Luego, la UTP se puede convertir en CTP mediante una reacción de desaminación. La TTP no es un sustrato para la síntesis de ácidos nucleicos, por lo que no se sintetiza en la célula. En cambio, dTTP se elabora indirectamente a partir de dUDP o dCDP después de la conversión a sus formas de desoxirribosa.
La síntesis de pirimidina está regulada por la inhibición alostérica de la síntesis de orotato por UDP y UTP. El PRPP y el ATP también son activadores alostéricos de la síntesis de orotatos.

### Ribonucleótido reductasa
La ribonucleótido reductasa (RNR) es la enzima responsable de convertir los NTP en dNTP. Dado que los dNTP se utilizan en la replicación del ADN, la actividad de RNR está estrictamente regulada. Es importante tener en cuenta que RNR solo puede procesar NDP, por lo que los NTP se desfosforilan primero a NDP antes de la conversión a dNDP. La dNDP se vuelven a fosforilar normalmente. La RNR tiene 2 subunidades y 3 sitios: el sitio catalítico, el sitio de actividad (A) y el sitio de especificidad (S).  El sitio catalítico es donde tiene lugar la reacción de NDP a dNDP, el sitio de actividad determina si la enzima está activa o no, y el sitio de especificidad determina qué reacción tiene lugar en el sitio catalítico.
El sitio de actividad puede unirse a ATP o dATP. Cuando se une a ATP, RNR está activo. Cuando ATP o dATP están unidos al sitio S, RNR catalizará la síntesis de dCDP y dUDP a partir de CDP y UDP. dCDP y dUDP pueden crear indirectamente dTTP. El dTTP unido al sitio S catalizará la síntesis de dGDP a partir de GDP, y la unión de dGDP al sitio S promoverá la síntesis de dADP a partir de ADP. La dADP se fosforila luego para dar dATP, que puede unirse al sitio A y desactivar el RNR. 

## Otros roles celulares

### ATP como fuente de energía celular

La energía liberada durante la hidrólisis del trifofato de adenosina (ATP), que se muestra aquí, se combina con frecuencia con reacciones celulares energéticamente desfavorables.

El ATP es la moneda de energía primaria de la célula. A pesar de ser sintetizado a través de la vía metabólica descrita anteriormente, se sintetiza principalmente durante la respiración celular y la fotosíntesis por la ATP sintasa. La ATP sintasa acopla la síntesis de ATP a partir de ADP y fosfato con un gradiente electroquímico generado por el bombeo de protones a través de la membrana mitocondrial interna (respiración celular) o la membrana tilacoide (fotosíntesis). Este gradiente electroquímico es necesario porque la formación de ATP es energéticamente desfavorable.
La hidrólisis de ATP a ADP y Pi procede de la siguiente manera:
{\displaystyle {\ce {ATP + H2O -> ADP + Pi}}}
Esta reacción es energéticamente favorable y libera 30.5 kJ/mol de energía. En la célula, esta reacción suele ir acompañada de reacciones desfavorables que les proporcionan la energía necesaria para continuar. La GTP se utiliza ocasionalmente para el acoplamiento de energía de manera similar.

La unión de un ligando a un receptor acoplado a proteína G permite que GTP se una a la proteína G. Esto hace que la subunidad alfa se vaya y actúe como un efector descendente.

### Transducción de señal GTP
La GTP es esencial para la transducción de señales, especialmente con proteínas G. Las proteínas G se acoplan a un receptor unido a la membrana celular. Todo este complejo se llama receptor acoplado a proteína G (GPCR). Las proteínas G pueden unirse a GDP o GTP. Cuando se unen a GDP, las proteínas G están inactivas. Cuando un ligando se une a un GPCR, se desencadena un cambio alostérico en la proteína G, lo que hace que el GDP se vaya y sea reemplazado por GTP. La GTP activa la subunidad alfa de la proteína G, lo que hace que se disocie de la proteína G y actúe como un efector descendente. 

## Análogos de nucleósidos
Los análogos de nucleósidos se pueden usar para tratar infecciones virales. Los análogos de nucleósidos son nucleósidos que son estructuralmente similares (análogos) a los nucleósidos utilizados en la síntesis de ADN y ARN. Una vez que estos análogos de nucleósidos entran en una célula, pueden ser fosforilados por una enzima viral. Los nucleótidos resultantes son lo suficientemente similares a los nucleótidos usados en la síntesis de ADN o ARN como para incorporarse en cadenas de ADN o ARN en crecimiento, pero no tienen un grupo 3 'OH disponible para atacar al siguiente nucleótido, causando la terminación de la cadena. Esto puede aprovecharse para usos terapéuticos en infecciones virales porque la ADN polimerasa viral reconoce ciertos análogos de nucleótidos más fácilmente que la ADN polimerasa eucariota.  Por ejemplo, la azidotimidina se usa en el tratamiento del VIH/SIDA. Algunos análogos de nucleósidos menos selectivos se pueden usar como agentes de quimioterapia para tratar el cáncer, como la citosina arabinosa (ara-C) en el tratamiento de ciertas formas de leucemia.
La resistencia a los análogos de nucleósidos es común y con frecuencia se debe a una mutación en la enzima que fosforila el nucleósido después de su entrada en la célula. Esto es común en los análogos de nucleósidos utilizados para tratar el VIH/SIDA.